# Nils Swedlund
Nils Swedlund, švedski general, * 1898, † 1965.
Swedlund je bil vrhovni poveljnik Švedskih oboroženih sil med letoma 1951 in 1951.